# Pero saturata
Pero saturata är en fjärilsart som beskrevs av Walker 1867. Pero saturata ingår i släktet Pero och familjen mätare. Inga underarter finns listade i Catalogue of Life.